# Црква Рођења Пресвете Богородице у Хаџићима
Црква Рођења Пресвете Богородице је посвећена Пресветој Богородици. Налази се у Хаџићима и припада Митрополији добробосанској. Године 1936 осветио је тадашњи Митрополит дабробосански, Свети свештеномученик Петар (Зимоњић). Након јубиларних 80 година од освећења храма у Хаџићима извршено је освећење обнобљеног храма, који је настрадао у последњој офанзиви и бомбардовању 1995. године након чега је услиједио и егзодус српског живота из Сарајева и околних мјеста. Владика је напоменуо да се не смије изгубити сјећање, али и осјећање народа са ових простора да су овђе увијек своји на своме, ма гђе живјели.